# Armand Simon
Armand Simon (ur. ?, zm. ?) – francuski szpadzista, złoty medalista mistrzostw świata.
Podczas mistrzostw świata w Sztokholmie w 1951 roku Francuzi w składzie: Alain Besseche, René Bougnol, Jacques Coutrot, Daniel Dagallier, Armand Mouyal i Armand Simon wywalczyli złoty medal w szpadzie drużynowej. Był to jego jedyny medal zdobyty w zawodach tego cyklu.
Nigdy nie wziął udziału w igrzyskach olimpijskich.